# Hawar Mulla Mohammed
Hawar Mulla Mohammed Taher Zibari (en árabe: هَوَّار مُلَّا مُحَمَّد طَاهِر زِيبَارِيّ‎, en kurdo: مەلا محەمەد تاهر زێبارى); Mosul, Irak, 1 de junio de 1981) es un exfutbolista internacional iraquí de origen kurdo.

## Biografía
Hawar Mulla Mohammed, que actuaba de extremo o defensa, empezó su carrera futbolística en las categorías inferiores del Mosul FC. En 2000 decidió marcharse al Al Quwa Al Jawiya, donde debuta con la primera plantilla del club. Con este equipo conquista el título de liga en 2005.
En la temporada 2005-06 se marcha al Líbano, donde se une al Al-Ansar. Allí gana una liga y una copa.
Al año siguiente juega con el Apollon Limassol chipriota, aunque a principios de 2007 se marcha a jugar al Al-Ain FC de los Emiratos Árabes Unidos hasta final de temporada. Allí consigue marcar su tanto más espectacular; Fue el 23 de febrero de 2007, cuando anotó un gol desde el medio del campo.
Tras un breve paso por el Al-Khor Catarí regresa al Al-Ansar.
El 12 de agosto de 2008 firma un contrato con el Anorthosis Famagusta de Chipre, que pagó por él 1,2 millones de euros. Con este equipo hizo historia el 16 de septiembre de 2008 al ser el primer jugador iraquí en disputar un partido de la Liga de Campeones de la UEFA (Werder Bremen 0-0 Anorthosis). Marcó el tercer gol de su equipo en el partido Anorthosis 3-1 Panathinaikos, partido que suponía la primera victoria en la historia de un equipo de Chipre en la fase final de la Liga de Campeones.
Vida privada
Su heramano menor, Halgurd Mulla Mohammed, es también jugador de la selección de fútbol de Irak.

## Selección nacional
Ha sido internacional con la selección de fútbol de Irak en 70 ocasiones. Su debut con la camiseta nacional se produjo en 2001, con Adnan Hamad como seleccionador, en un partido contra Arabia Saudita en el que Irak perdió por un gol a cero.
Participó con su selección en la Copa Asiática 2004 diputando cuatro encuentros y marcando un gol. Conquistó la Copa Asiática de 2007. En esta competición disputó seis partidos y logró marcar un gol a Australia.
Ha jugador con las selecciones inferiores, participando en la Copa Mundial de Fútbol Juvenil de 2001. 
También disputó el Torneo masculino de fútbol en los Juegos Olímpicos de Atenas 2004 en el que su equipo consiguió la cuarta plaza. Hawar Mulla ayudó marcando dos goles (a Portugal y Costa Rica).
Hawar Mulla se negó a jugar la Copa Mundial VIVA de 2008 con la  selección del pueblo kurdo.

## Clubes
| Club                 | País                   | Año       |
| -------------------- | ---------------------- | --------- |
| Al Quwa Al Jawiya    | Irak                   | 2000-2005 |
| Al-Ansar             | Líbano                 | 2005-2006 |
| Apollon Limassol     | Chipre                 | 2006-2007 |
| Al-Ain FC            | Emiratos Árabes Unidos | 2007      |
| Al-Khor              | Catar                  | 2007      |
| Al-Ansar             | Líbano                 | 2008      |
| Anorthosis Famagusta | Chipre                 | 2008-2009 |
| Persépolis FC        | Irán                   | 2009-2010 |
| Erbil SC             | Irak                   | 2010-2011 |
| Esteghlal FC         | Irán                   | 2011      |
| Zob Ahan FC          | Irán                   | 2011-2012 |
| Zakho FC             | Irak                   | 2012-2013 |
| Erbil SC             | Irak                   | 2013-2014 |
| Al-Quwa Al-Jawiya    | Irak                   | 2014-2015 |

## Palmarés

### Torneos nacionales
| Título            | Club              | País   | Año  |
| ----------------- | ----------------- | ------ | ---- |
| Superliga de Irak | Al Quwa Al Jawiya | Irak   | 2005 |
| Premier League    | Al-Ansar          | Líbano | 2006 |
| Copa del Líbano   | Al-Ansar          | Líbano | 2006 |

### Torneos internacionales
| Título        | Club             | País    | Año  |
| ------------- | ---------------- | ------- | ---- |
| Copa Asiática | Selección iraquí | Yakarta | 2007 |